# Pandalus formosanus
Pandalus formosanus is een garnalensoort uit de familie van de Pandalidae. De wetenschappelijke naam van de soort is voor het eerst geldig gepubliceerd in 1999 door Komai.